# Rudolf Muchow
Rudolf Muchow (* 2. Mai 1889 in Freiburg im Breisgau; † 28. Februar 1962 in Freiburg im Breisgau) war ein deutscher Maler und Zeichner des Expressionismus.

## Leben
Muchow war Sohn des Richters Ludwig Muchow, der am Amtsgericht tätig war. Er besuchte das Berthold-Gymnasium in Freiburg und hatte seine Reifeprüfung zu Ostern 1910. Anschließend studierte an der Kunstakademie Kassel und wurde Professor für Bildende Kunst an der Akademie Frankfurt a. M. und später von 1930 bis 1932 an der Pädagogischen Akademie Stettin. In den 1930er Jahren zeichnete sich sein Werk durch eine unbunte Expressivität aus. 
Ab 1946 zeigen seine abstrakten phantastischen Graphiken eine Nähe zu Willi Baumeister, mit dem er befreundet war. Seine Tochter gründete später die Galerie Muchow in Freiburg.